# Rosario Sánchez Mora
Rosario Sánchez Mora, coneguda com La Dinamitera, (Villarejo de Salvanés, 21 d'abril de 1919 - Madrid; 17 d'abril de 2008) va ser una milíciana espanyola de la Guerra Civil. És coneguda perquè la seva labor en el front republicà va quedar plasmada en un poema de Miguel Hernández titulat Rosario, dinamitera.

## Joventut en el front
El seu pare, Andrés Sánchez, tenia un taller on es fabricaven carros, galeres i eines de cultiu al seu poble natal i la seva mare va morir anys abans de l'esclat de la guerra. Va viure a Villarejo de Salvanés fins als 16 anys, moment en què se'n va anar a Madrid, el 1935, a casa d'uns amics que l'havien cuidat quan va morir la seva mare. A la seva arribada a Madrid es va fer militant comunista i treballava com a aprenent de tall i confecció en un Cercle Cultural de les Joventuts Socialistes Unificades a Madrid quan va esclatar la Guerra Civil Espanyola.
Amb disset anys es va incorporar a les Milícies Obreres del Cinquè Regiment que van partir el 19 de juliol de 1936 cap a Somosierra per a detenir les tropes del general Mola. Rosario, com una noia jove de la seva edat, no coneixia gens d'instrucció militar ni d'artilleria. Amb les milicianes republicanes, entre elles Angelita Martínez, Consuelo Martín, Margarita Fuente i Lina Odena, van participar per primera vegada en el front, i armades, lluny de les tasques clàssiques d'auxiliars i infermeres de la dona en la guerra. Després de dues setmanes d'enfrontaments, en les quals van aconseguir contenir els rebels franquistes, la guerra a la serra va deixar de ser una batalla oberta per a convertir-se en una batalla de posicions i va ser destinada a la secció de dinamiters, fabricant bombes de mà casolanes. Allí, manipulant dinamita, va perdre una mà en esclatar-li un cartutx, acte cantat per Miguel Hernández en el poema Rosario, dinamitera. Ferida de gravetat, la van operar a l'hospital de sang de la Creu Roja a La Cabrera, on van aconseguir salvar-li la vida.
Després de la seva sortida de l'hospital, es va reincorporar a la divisió, com a encarregada de la centraleta de l'Estat Major Republicà en la Ciudad Lineal de Madrid. Va ser allí on Rosario va conèixer Miguel Hernández, Vicente Aleixandre i Antonio Aparicio Herrero, poetes al servei de la causa republicana.
Havia transcorregut un any de guerra quan se li va presentar l'ocasió de tornar al front. La 10a Brigada Mixta d' El Campesino s'havia convertit en la 46a Divisió, amb més de dotze mil homes a les seves ordres, que a l'estiu de 1937 va intervenir en una ofensiva cap a Brunete per a intentar atrapar en una bossa les forces revoltades que assetjaven Madrid des del sud-oest. L'atac va ser de tal magnitud que el poble va claudicar en tot just unes hores, encara que les petites guarnicions de Quijorna i Villanueva del Pardillo van resistir l'escomesa. Rosario va ser escollida per a convertir-se en cap de carteria de la seva divisió, amb la categoria de sergent, encarregada de ser el nexe d'unió amb l'Estat Major a la capital i de portar la correspondència dels soldats.
Va exercir aquesta labor fins a la fi de la batalla de Brunete el 25 de juliol de 1937, quan, amb la derrota del costat republicà, les tropes de la Divisió del Campesino es van retirar a les seves casernes d'Alcalá de Henares. Allí, el 12 de setembre de 1937, va contreure matrimoni civil amb Francisco Burcet Lucini, sergent de la Secció de Mulers del Regiment, i poc després va quear embarassada. Però el 21 de gener de 1938, el seu marit va partir rumb a Terol amb els homes de la 46a Divisió per a rellevar els de la 11a de Líster, que havien participat en la presa de la ciutat, la primera capital de província que les tropes republicanes aconseguien conquistar des de l'inici de la guerra.
Rosario mentrestant va començar a treballar en l'oficina que Dolores Ibárruri, la Pasionaria, havia organitzat en el núm. 5 del carrer de Zurbano de Madrid per a reclutar dones que cobrissin els llocs de treball que els homes deixaven lliures quan marxaven al front. Va treballar allí fins que va donar a llum la seva filla Elena.
Després de la batalla de l'Ebre, que va suposar el desequilibri de la balança entre tropes republicanes i franquistes, va deixar de rebre correspondència del seu marit, i Rosario no va saber si aquest havia mort, havia aconseguit escapar a França o era un dels milers de presoners que havien fet els revoltats en el seu avanç.

## Fi de la guerra
Rosario va intentar escapar per Alacant amb el seu pare, deixant la seva filla amb la segona dona d'aquest. Allí van ser capturats, amb altres 15.000 republicans que esperaven exiliar-se a bord de vaixells de la Societat de Nacions que mai van arribar a port. Van ser conduïts al camp dels Ametllers, on van afusellar Andrés Sánchez. Rosario va ser alliberada i traslladada setmanes després a Madrid, on va ser detinguda de nou per veïns falangistes del seu poble, que la van empresonar a la presó de Villarejo i després a la de Getafe, mentre se li incoava un procediment sumaríssim d'urgència. La petició fiscal de mort va ser commutada per 30 anys de reclusió per un delicte d'adhesió a la rebel·lió.
Va ser traslladada a la presó de dones de Ventas i va seguir un periple carcerari per les presons de Durango (Biscaia), Orue i, finalment, la de Saturraran. El 28 de març de 1942, després de sofrir tres anys de tancament i tot tipus de calamitats, va ser posada en llibertat gràcies als beneficis penitenciaris que el règim franquista es veia obligat a decretar periòdicament per a alleujar les seves presons. Precisament el mateix dia en què era alliberada moria Miguel Hernández a la presó d'Alacant.
Va ser condemnada a romandre bandejada a més de 200 quilòmetres del seu poble i es va instal·lar a El Bierzo, amb una companya de presó ja alliberada, però la necessitat de veure la seva filla la va fer tornar a Madrid malgrat la prohibició de fer-ho. La seva filla estava a cura de la seva sogra i des d'allí van començar la cerca del seu marit, sense notícies des de la fi de la guerra. Per informacions de familiars va saber que el seu marit havia refet la seva vida a Oviedo una vegada que el règim franquista va anul·lar tots els matrimonis civils de la República. Rosario va tornar a casar-se i va tenir una altra filla, però es va separar al cap de dos anys. Per a guanyar-se la vida va començar a vendre tabac americà de contraban a la plaça de Cibeles. Posteriorment va muntar un estanc a Madrid, al carrer de Peña Prieta del barri de Vallecas.
Rosario va morir el 17 d'abril de 2008. Durant el sepeli va estar acompanyada de la bandera tricolor i l'acomiadaren personalitats destacades de la política, com Gaspar Llamazares i Paco Frutos, secretari general del PCE.

## El poemaRosario, dinamitera
Va ser escrit per Miguel Hernández pels voltants de 1937 i està basat en l'experiència de Rosario Sánchez al front:
| « | Rosario, dinamitera Rosario, dinamitera, sobre tu mano bonita celaba la dinamita sus atributos de fiera. Nadie al mirarla creyera que había en su corazón una desesperación, de cristales, de metralla ansiosa de una batalla, sedienta de una explosión. | » |